# Trident Records
La Trident Records, nota come Trident, è stata una casa discografica italiana, attiva dal 1973 al 1975 e, successivamente, un marchio utilizzato dal 2002 al 2003.
Il suo logo consisteva - alternativamente - nella stilizzazione del capo della figura mitologia di Poseidone con il suo tridente, all'interno di un cerchio, oppure nel bozzetto di un tridente impugnato da una mano, all'interno di un cerchio.

## Storia

### Dal 1973 al 1975
Fondata all'inizio degli anni settanta a Milano dal produttore Angelo Carrara e gestita assieme a Antonio Colombi e Maurizio Salvadori, nacque come spin off della Trident Agency, agenzia già esistente e dedita alla promozione organizzazione e produzione di spettacoli.
La Trident Records, con sede in via San Maurilio 13, già nel 1973 - anno in cui i primi dischi giunsero alla pubblicazione - costituiva una realtà imprenditoriale a sé stante, dedicata alla produzione e pubblicazione di dischi. Al pari di altre piccole case discografiche che, poco più che etichette, pur possedendo una sede non disponevano di edizioni discografiche, studi di registrazione ed impianti di stampaggio e canali di distribuzione, anche la Trident esternalizzò queste attività. Così, se i pezzi degli artisti sotto contratto erano depositati presso le Edizioni Usignolo, con sede in Via Meda 15, per la produzione, la stampa e la distribuzione dei vinili la Trident si avvalse della Fonit Cetra, mentre la registrazione e il mixaggio dei master avveniva in diversi studi milanesi.
Nella creazione del proprio catalogo, la Trident investì soprattutto sui complessi dell'allora nuovo - per l'Italia - rock progressivo; furono pubblicate le opere dei Biglietto per l'Inferno, i Semiramis (dei quali facevano parte Michele Zarrillo e Giampiero Artegiani), i Dedalus e furono messi sotto contratto i Trip, provenienti dalla RCA Italiana. Vi fu qualche excursus nell'ambito della produzione di cantautorato di qualità e la musica pop, come nel caso di Claudio Fucci. Direttore artistico - nonché autore - della Trident, in quegli anni, fu Eugenio Finardi.
La Trident Records fu attiva solamente fino al 1975, cessando ogni attività in tale anno.

### Il marchio e il catalogo ex Trident Records
Con la sospensione improvvisa delle attività, i lavori della Trident andarono incontro a diversi destini. Da una parte, alcune opere, contrattualizzate sotto la Trident Records e giunte anche a fasi avanzate del processo produttivo ma mai pubblicate, verranno successivamente stampate - anche dopo anni - a cura di altre case discografiche; è il caso de il tempo della semina dei Biglietto per l'Inferno, che sarà pubblicato solo nel 1992 dalla Mellow Records.
Altre composizioni - già edite dalla Trident (fra le quali, per esempio, Dedicato a Frazz, Introspezione e Biglietto per l'Inferno) - ancora richieste, ma la cui stampa e distribuzione non sarebbero state più possibili a causa della chiusura dell'etichetta, furono poi tramite accordi cedute dagli autori delle stesse, con licenze successive, a etichette differenti, anche straniere, per essere edite su LP o CD. La presenza, per alcuni di questi singoli dischi, di diverse successive ristampe sotto differenti etichette, rende assai complessa una catalogazione completa ed esaustiva.
Dal canto suo, con il revival del genere prog, il marchio Trident Records stesso è stato nuovamente registrato e utilizzato, all'inizio degli anni 2000, e fino al 2003, dal produttore Angelo Carrara attraverso l'agenzia Target Music, per una ristampa ragionata su CD della parte restante del catalogo disponibile, con numerazione e codici originali, attraverso l'etichetta BTF. Quest'ultima etichetta ha poi ristampato alcune opere della Trident, anche su vinile.
Nello stesso inizio di decennio, l'etichetta giapponese Arcàngelo (del gruppo DIW, e già impegnata nella ristampa di altre opere progressive italiane fra cui quelle dei Picchio dal Pozzo, New Trolls, ed altri)  ha effettuato, su licenza, una analoga ristampa filologica su LP e su CD, di parte scelta del catalogo storico. Con nuova ed inedita numerazione,  preceduta dal codice ARC,  i dischi così stampati sono stati distribuiti anche in Giappone, dove era consistente la domanda di genere.
In anni recenti, il brand Trident Records ha cessato di essere utilizzato per produzioni discografiche, anche se il nome Trident è stato ripreso - unito a diverse parole - da parte del management originale della casa discografica e dell'Agenzia da cui la stessa era nata,  per nuova attività imprenditoriali nel settore produzione spettacoli.
Parte del catalogo della Trident Records è stato infine digitalizzato e distribuito nel 2010 grazie a un accordo con una società terza.

## Dischi
La datazione qui riportata si basa sull'etichetta del disco o sulla copertina; qualora nessuno di questi elementi abbia una datazione, è basata sulla numerazione del catalogo; talora è, infine, basata sul codice della matrice di stampa. Se esistenti, sono riportati, oltre all'anno, il mese e il giorno (quest'ultimo dato si trova, a volte, stampato sul vinile).
Laddove stampate, le musicassette avevano identico numero di catalogo, precedute dal codice TRD e le cassette stereo 8 il codice TRE.

### 33 giri
| Numero di catalogo | Anno | Interprete                     | Titoli                                         |
| ------------------ | ---- | ------------------------------ | ---------------------------------------------- |
| TRI 1001           | 1973 | Dedalus                        | Dedalus                                        |
| TRI 1002           | 1973 | The Trip                       | Time Of Change                                 |
| TRI 1003           | 1973 | Eneide                         | Uomini umili popoli liberi                     |
| TRI 1004           | 1973 | Semiramis                      | Dedicato a Frazz                               |
| TRI 1005           | 1974 | Biglietto per l'Inferno        | Biglietto per l'Inferno                        |
| TRI 1006           | 1974 | Opus AvantraDonella Del Monaco | Introspezione                                  |
| TRI 1007           | 1974 | Claudio Fucci                  | Claudio Fucci                                  |
| TRI 1008           | 1974 | Dedalus                        | Materiale per tre esecutori e nastro magnetico |

### 45 giri
| Numero di catalogo | Anno | Interprete              | Titoli                                       |
| ------------------ | ---- | ----------------------- | -------------------------------------------- |
| TRN 1001           | 1973 | Dedalus                 | CT 6/Brilla                                  |
| TRN 1002           | 1973 | The Trip                | Corale/Formula nova                          |
| TRN 1005           | 1974 | Biglietto per l'Inferno | Una strana regina/Confessione                |
| TRN 1006           | 1974 | Opus Avantra            | Il pavone/Ah doleur                          |
| TRN 1007           | 1974 | Claudio Fucci           | La tua vita/Loro sanno dove?                 |
| TRN 1009           | 1975 | Biglietto per l'Inferno | Vivi lotta pensa/L'arte sublime di un giusto |

## Ristampe del catalogo Trident Records
Sono qui considerate le sole due ristampe sistematiche effettuate del catalogo Trident, seppure non complete. La prima, ad opera della stessa Trident Records, avvenuta negli anni 2000 in collaborazione e con distribuzione BTF; la seconda, su CD ed LP, su licenza, a cura dell'etichetta nipponica Arcàngelo. Le ristampe ad opera di etichette terze di alcuni dei dischi già prodotti dalla Trident, non avendo carattere organico e sistematico, non sono qui riportate.

### CD su etichetta BTF/ Trident Records
| Numero di catalogo | Anno | Interprete                     | Titoli                                         |
| ------------------ | ---- | ------------------------------ | ---------------------------------------------- |
| TRI 1001           | 2001 | Dedalus                        | Dedalus                                        |
| TRI 1004           | 2006 | Semiramis                      | Dedicato a Frazz                               |
| TRI 1006           |      | Opus AvantraDonella Del Monaco | Introspezione                                  |
| TRI 1007           | 2002 | Claudio Fucci                  | Claudio Fucci                                  |
| TRI 1008           | 2014 | Dedalus                        | Materiale per tre esecutori e nastro magnetico |

### CD ed LP (su marchio Trident ed etichetta Arcàngelo)
| Numero di catalogo | Anno | Interprete              | Titoli                                         |
| ------------------ | ---- | ----------------------- | ---------------------------------------------- |
| ARC 7001           | 2002 | Dedalus                 | Dedalus                                        |
| ARC 7002           | 2002 | The Trip                | Time of Change                                 |
| ARC 7003           | 2002 | Semiramis               | Dedicato a Frazz                               |
| ARC 7004           | 2002 | Biglietto per l'inferno | Biglietto per l'inferno                        |
| ARC 7005           | 2002 | Opus Avantra            | Opus Avantra-Donella Del Monaco                |
| ARC 7006           | 2002 | Dedalus                 | Materiale per tre esecutori e nastro magnetico |
| ARC 7033           | 2003 | Claudio Fucci           | Claudio Fucci                                  |